# Ruisseau du Métau
Le ruisseau du Métau est un ruisseau du sud-ouest de la France qui coule dans les départements du Gers, de Tarn-et-Garonne, et de Lot-et-Garonne. C'est un affluent de l'Auroue en rive gauche, donc un sous-affluent de la Garonne en rive gauche.

## Géographie
De 11 km de longueur, le ruisseau du Métau prend sa source sur la commune de Flamarens dans le Gers et se jette dans l'Auroue sur la commune de Caudecoste en Lot-et-Garonne.

## Départements et communes traversés
- Gers : Flamarens.
- Tarn-et-Garonne : Sistels, Dunes.

## Principaux affluents
Le ruisseau du Métau a sept petits affluents répertoriés.